# Nierenbecken

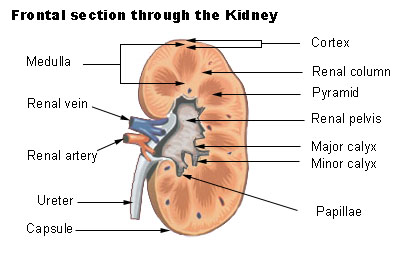
Schema der Niere mit Nierenbecken (englisch renal pelvis)

Als Nierenbecken (lateinisch Pelvis renalis, griechisch Pyelos) bezeichnet man das trichterförmig erweiterte obere Ende des Harnleiters, das als Sammeltrichter für den Urin aus den Sammelrohren dient. Es ist Teil der Harnwege. Das Nierenbecken liegt im inneren Hohlraum der Niere (Sinus renalis) und geht meist waagerecht (bzw. leicht nach unten gerichtet) aus der Mitte der Niere ab. Das Nierenbecken ist von einer Schleimhaut mit einem Urothel ausgekleidet. Entwicklungsgeschichtlich entsteht das Nierenbecken aus der Ureterknospe.
Als Nierenbeckenkelchsystem (NBKS) bezeichnet man das System von Nierenbecken und Nierenkelchen (Calix renalis), das den Harn an den Harnleiter (Ureter) weiterleitet.
Bei Pferden enthält die Schleimhaut Schleimdrüsen (Glandulae pelvis renalis), die dem Urin eine leicht fadenziehende Konsistenz verleihen. Säugetiere mit einer gelappten Niere (Meeressäuger, Bären) oder mehrwarzig-gefurchten Niere (Wiederkäuer) haben kein Nierenbecken.

## Erkrankungen

### Nierenbeckenentzündung (Pyelitis)
Eine Pyelitis entsteht meist durch eine über den Harnleiter aufgestiegene Infektion, die auch auf das Nierengewebe (Nierenparenchym) übergreifen kann (dann als Pyelonephritis bezeichnet). Eine hochfieberhafte Nierenbeckenentzündung bei Schwangeren (Pyelitis gravidarum im Rahmen einer Pyelonephritis gravidarum) wurde 1872 erstmals von Rudolf Kaltenbach ausführlicher beschrieben. Die Nierenbeckenentzündung wird durch Abflussstörungen (z. B. Nierensteine) oder zu geringe Spülung (zu geringe Urinproduktion) begünstigt.
Die Behandlung besteht in einer deutlich vermehrten Flüssigkeitsaufnahme (mehr als 3 Liter pro Tag) und einer Gabe von Antibiotika, die nicht metabolisiert werden und somit auch im Harn noch ihre Wirkung entfalten, wie z. B. Cotrimoxazol oder Gyrasehemmer.

### Nierenbeckensteine
Nierenbeckensteine sind eine spezielle Lokalisation von  Nierensteinen (Näheres siehe dort). Sie können das ganze Nierenbecken ausfüllen und werden dann Nierenausgusssteine genannt. Die Nierenausgusssteine müssen meist operativ entfernt werden.

### Nierenbeckenkarzinom
Das Nierenbeckenkarzinom ist ein bösartiger Tumor des Nierenbeckens. Männer sind deutlich häufiger betroffen als Frauen, das höchste Erkrankungsrisiko besteht zwischen dem 50. und 60. Lebensjahr.

### Fornixruptur
Die Fornixruptur bezeichnet den Einriss des Nierenbeckens im Übergangsbereich zum Parenchym durch Druckerhöhung im Nierenbecken, dies wird meist durch Harnleitersteine hervorgerufen. Die Fornixruptur stellt einen urologischen Notfall dar, der einer umgehenden Therapie bedarf.

### Nierenbeckenabgangsenge
Bei der Nierenbeckenabgangsenge (Ureterabgangsstenose) sind das Nierenbecken erweitert und der Harnleiterursprung eingeengt. Sie ist für 35 % der pränatal erkannten Harnwegserkrankungen verantwortlich und tritt bei einer von 2000 Lebendgeburten und vor allem am Abgang des linken Harnleiters auf. Sie kann aber auch durch raumfordernde Prozesse nach der Geburt entstehen.